# Myriam Glez
Myriam Glez (Lyon, 20 de mayo de 1980) es una deportista francesa, nacionalizada australiana, que compitió en natación sincronizada. Ganó dos medallas de bronce en el Campeonato Europeo de Natación, en los años 2000 y 2002.

## Palmarés internacional
| Representando a Francia |                      |                   |        |
| Campeonato Europeo      |                      |                   |        |
| Año                     | Lugar                | Medalla           | Prueba |
| 2000                    | Helsinki (Finlandia) | Medalla de bronce | Equipo |
| 2002                    | Berlín (Alemania)    | Medalla de bronce | Dúo    |